# إنديانابوليس 500 سنة 1965
سباق إنديانا بوليس -500 ميل 1965 أقيم في حلبة إنديانابوليس موتور سبيدواي في 31 مايو 1965 وفاز في السباق جيم كلارك (سائق فورمولا 1) من فريق فريق لوتس بمتوسط سرعة 150.686 ميل/س (242.506 كم/س).
وكان أول المنطلقين أنتوني جوزيف فويت جي آر بسرعة 161.233 ميل/س (259.479 كم/س).